# Jericó (Antioquia)
Jericó es un municipio de  Colombia, situado en la subregión suroeste del departamento de Antioquia. Hace parte de la Red de pueblos patrimonio de Colombia.
Limita por el norte con los municipios de Tarso y Fredonia, por el este con los municipios de Fredonia y Támesis, por el sur con los municipios de Támesis, Jardín y Andes y por el oeste con Andes y Pueblorrico.
Jericó es conocido como La Atenas del Suroeste, dado el progreso y la cultura de su gente; llamado también el "pueblo más hermoso de Antioquia" por su topografía, estilo republicano y paisajes.

## Generalidades
- Fundación: 1850
- Erección en municipio: 1852
- Fundador: Santiago Santamaría Bermúdez de Castro
- Apelativos:  "La Atenas del Suroeste, "El Reino del Carriel, 'La Ciudad Culta de Antioquia, La Mesa de Dios

Nombres del Municipio
- Aldea de Piedras: por la cantidad de piedras del río que corre cerca al municipio.
- Aldea de Felicina: en 1852 se le dio este nombre en memoria del virtuoso patriota José Félix Restrepo por sugerencia de Don Santiago Santamaría, quien le profesaba profunda admiración por su labor con los esclavos.

- Jericó: a partir de 1853 adopta este nombre en honor a la primera ciudad que encontraron los israelitas al pisar la Tierra Prometida, por indicativa del obispo Juan de la Cruz Gómez Plata.

## División Político-Administrativa
Además de su Cabecera municipal. Jericó tiene bajo su jurisdicción el siguiente corregimiento (de acuerdo a la Gerencia departamental):
| Corregimiento | Centros Poblados | Veredas                                                      |
| Palocabildo   |                  | La Hermosa, La Soledad, Vallecitos, Palocabildo, Quebradona. |

## Historia
Jericó fue fundado por Don Santiago Santamaría y Bermúdez de Castro.
El municipio nació a la vida jurídica el 28 de septiembre de 1850, con el nombre de “Aldea de Piedras”, por medio de la ordenanza No 15 de la Cámara Providencial de Antioquia. Más tarde se llamaría “Felicina”, y finalmente conserva el nombre que lleva en la actualidad, «Jericó».
Fue la segunda población de Antioquia en tener luz eléctrica y la quinta en Colombia, en 1902 tuvo Banco con moneda propia y en 1908 se separó de Antioquia como Departamento (gran parte del Suroeste) nombre Jericó y capital Jericó.
Cuna de personajes de renombre en el mundo: LAURA MONTOYA UPEGUI (Santa Laura de Jericó); HÉCTOR ABAD GÓMEZ, MANUEL MEJÍA VALLEJO, JOSÉ RESTREPO JARAMILLO, JESUSITA VALLEJO DE MORA, LEÓN LONDOÑO TAMAYO, LUIS FERNANDO PELÁEZ, JAVIER DARÍO RESTREPO, JOSÉ MARÍA OSPINA, JULIO TORO, DOLLY MEJÍA, entre otros.

### Primitivos Pobladores
Sobre la prehistoria de Jericó no existen relatos muy claros, pero se dice[¿quién?] que hubo asentamientos de los Cori en regiones comprendidas entre La Mama y El Chamí, en los Patios, Palenque, Volcán Colorado y Patio Bonito.
El originario jericoano se puede clasificar así: 
Familia: Caribe ->Grupo: Chocó ->Rama: Emberá ->Tribu: Chamí.
Practicaban la religión monoteísta porque creían en un ser superior y protector. 
Su alimentación estaba basada en la caza, pesca y la agricultura tropical. Habitaron en bohíos de figura cónica. Se vestían de guayucos, mantas y collares. Trabajaron la cerámica, el hilado y el tejido.

### Conquista
Según relatos históricos se dice que la expedición de los españoles Don Juan Badillo conquistador amante a la aventura, dio el nombre de Gori a este lugar que encontró habitado por indígenas y Don Francisco César; quienes llegaron al territorio jericoano a mediados del siglo XVI (1540), pero no lo habitaron por no encontrar grandes yacimientos de oro, en ese entonces, estas tierras montañosas eran cubiertas por selvas difíciles que estaban aún sin explorar.

### Colonización y fundación
Corría el año de 1825 cuando once caballeros propusieron al gobierno de la Provincia de Antioquia comprar los terrenos baldíos de casi la totalidad del suroeste antioqueño.
En el año de 1835 se dio respuesta en beneficio de los cuatro sobrevivientes de los once solicitantes. Fueron ellos: Don Juan Santamaría Isaza, Don Gabriel Echeverri, Don Alejo Santamaría y Don Juan Uribe Mondragón, iniciándose así la epopeya de la colonización del suroeste antioqueño.
Entre los años de 1835 y 1840, Don Juan Santamaría viajó dos veces a los territorios baldíos, fue él quien les dio el nombre de “Piedras” y logró la entrada de los dos primeros colonos al territorio Jericoano: Esteban Osorio y José María Bermúdez quienes empezaron el despeje de la “Mama”, lugar donde se inició la vida industrial y social del municipio y la ubicación de las dos primeras familias.
En 1849 el grupo de colonos se estableció en el paraje de “Roblecabildo” (hoy Corregimiento Palocabildo) hasta 1850 que trasladaron sus viviendas al lugar que hoy ocupa la ciudad y nace la “Aldea del Piedras” creada por la Cámara Provincial de Antioquia el 28 de septiembre del año en mención.
Jericó fue fundado entonces entre 1845 y 1848 por Don Santiago Santamaría y Bermúdez de Castro, hombre rico, emprendedor, noble y generoso, quien había tenido dichas tierras por herencia, compras y cambios; con el proyecto de colonizarlas, trajo bajo su mando y dirección a un grupo de familias trabajadoras y representativas, provenientes de Sonsón, Abejorral, Rionegro, Guarne, Marinilla, El Retiro, Amagá, Fredonia, Caldas, Envigado, Yarumal y Medellín para iniciar el proceso de colonización y fundación de esta región. Apellidos como Abad, Gómez, Restrepo, Mesa, Vallejo, Peláez, Mejía, Buitrago, Posada, Escobar...
Actualmente, es un municipio con bastantes y variados motivos para ser visitado. Tiene atractivos religiosos, culturales, naturales:
- La Casa donde nació SANTA LAURA DE JERICÓ Laura Montoya,
- El Museo de Arte Religioso y sus 16 capillas, algunas consideradas verdaderas joyas.
- El Parque Cementerio.
- El Centro de Historia, el más bello del Departamento, casa patrimonial donde se conserva la historia de la ciudad y varios objetos de antigüedad y valor histórico.
- Museo MAJA
- Casa Museo José Tomás Uribe Abad
- Museo Casa de la Música
- Jardín Botánico
- Cerro El Salvador
- Teatro Santamaría
- Santuario del Inmaculado Corazón de María
- La naturaleza también ha sido generosa con Jericó, y sus cerros tutelares son destino apetecido por caminantes y amantes de la ecología.
- Su Parque principal, uno de los más lindos de Antioquia, conserva una arquitectura que evoca los mejores años de la cultura cafetera.
- Todo un grande de la montaña, que en cada rincón de sus calles evoca historias maravillosas de Antioquia y su esplendor cafetero y de ganado.

## Demografía
Población Total: 13 640 hab. (2018)
- Población Urbana: 7 619
- Población Rural: 6 021

Alfabetismo: 87.8% (2005)
- Zona urbana: 90.4%
- Zona rural: 83.9%

### Etnografía
Según las cifras presentadas por el DANE del censo 2005, la composición etnográfica del municipio es: 
- Blancos & mestizos (97,2%)
- Afrocolombianos (2,8%)

## Geografía
Jericó está situado en las estribaciones de la cordillera occidental de los Andes, al suroeste del departamento de Antioquia. 
Posee una topografía quebrada y muy montañosa y en él se encuentran alturas que alcanzan más de 2500 metros sobre el nivel del mar.
Esto permite a Jericó contar con tierras de climas diferentes: cálido en la zona del Cauca, templado en la zona ocupada por la cabecera municipal, y frío en las zonas más elevadas.

## Economía
La economía del municipio se basa en la agricultura. Los principales productos cultivados son: cardamomo, plátano, café, tomate y aguacate.
La ganadería tiene también una importancia significativa. Igualmente la tiene la industria del cuero.
Desde el año 2010 viene tomando fuerza el cultivo del tomate chonto en invernadero, igualmente se calcula en 4 millones los árboles sembrados para la explotación.
Este distrito es la llamada Cuna del carriel, accesorio de vestimenta exclusivo de la cultura paisa, de origen y tradición antioqueño.

## Fiestas
- Festival de la cometa y la dulzura, en agosto, la cual es la fiesta más arraigada del municipio
- Semana Santa en marzo o abril.
- Festival Internacional de Teatro en agosto.
- Fiesta a la Virgen del Carmen en julio.
- Semana de la Jericoanidad en septiembre.
- Fiestas Patronales de la Virgen de las Mercedes en septiembre.
- Conmemoración Cumpleaños del Municipio, 28 de septiembre.
- Semana de la Cultura en octubre.
- Día especial a santa Laura Montoya en octubre.

## Patrimonio histórico artístico y destinos ecológicos
- Teatro Santa María, Iglesia de Nuestra Señora de las Mercedes, Centro de Historia, Capilla de la Visitación, Palacio Municipal "Santiago Santamaría", Museo Municipal (MAJA), Normal Superior, Escuela Madre Laura antiguo Batallón San Mateo, Monasterio de Santa Clara, casa de la familia Restrepo y la casa de la señora Isabel Peláez Estrada.

- Iglesia parroquial de Nuestra Señora de la Mercedes. Obra de estilo románico moderno, tiene un diseño tradicional con un tratamiento de arquitectura moderna. Su extensión es de 2.772 metros cuadrados, la altura de su cúpula es de 42 metros y la de las torres es de 40 metros. En 1949 se bendijo la primera piedra y el 20 de septiembre de 1969 fue consagrada.

- Corregimiento de Palocabildo, cuenta con hermosos paisajes y parajes tranquilos, ricos en quebradas aptas para realizar baños.

- Santuario del Inmaculado Corazón de Jesús. Obra de estilo gótico. Posee tres naves con puertas y arcos ojivales. Además de dos torres verticales y un "ojo de buey" o rosetón a cada lado. Fue terminado en 1943.

- Iglesia de San Francisco o La "Pollita". Obra de estilo colonial, que se construyó con materiales de la región.

- Iglesia de Santa Clara.

- Capillas: de la Visitación, Santa Teresita, San Juan Eudes y la Inmaculada. Museo Arqueológico del suroeste.

- Museo de Arte Religioso

Patrimonio natural:
- Parque natural La Nubes.

- Jardín Botánico Los Balsos.

## Cultura
El 2017 se publicó Jericó un documental coproducido entre Francia y Colombia de retratos íntimos de mujeres del pueblo de Jericó, en Antioquia, Colombia. También se publicó un libro sobre la temática.

## Jericoanos destacados
- Héctor Abad Gómez
- Francisco Luis Lema
- León Londoño Tamayo
- Dolly Mejía
- Manuel Mejía Vallejo
- Santa Laura Montoya
- Juan José Peláez
- José Restrepo Jaramillo
- Jesusita Vallejo

## Vías de acceso
- Medellín - Caldas - Fredonia - Puente Iglesias - Jericó.
- Medellín - Caldas - Santa Bárbara - La Pintada - Támesis - Jericó o desde La Pintada por la vía marginal del río Cauca hasta Puente Iglesias, y subir luego por el paraje denominado La Cabaña.
- Medellín - Caldas - Bolombolo, por la marginal del río Cauca, y por la vía pavimentada de La Cascada, o continuar hasta Puente Iglesias para subir por La Cabaña.

Las vías con pavimento: Medellín - Caldas - Amaga- Bolombolo - Peñaliza - (vía a la pintada 14 km) Jamaica - canan (partidas para tarso)- Jericó.
O Medellín - Caldas - Camilo C - Fredonia - Puente Iglesias - (vía Bolombolo 12 km) - Jamaica - (partidas para tarso) - Jericó.